# North Greenwich (London Underground)

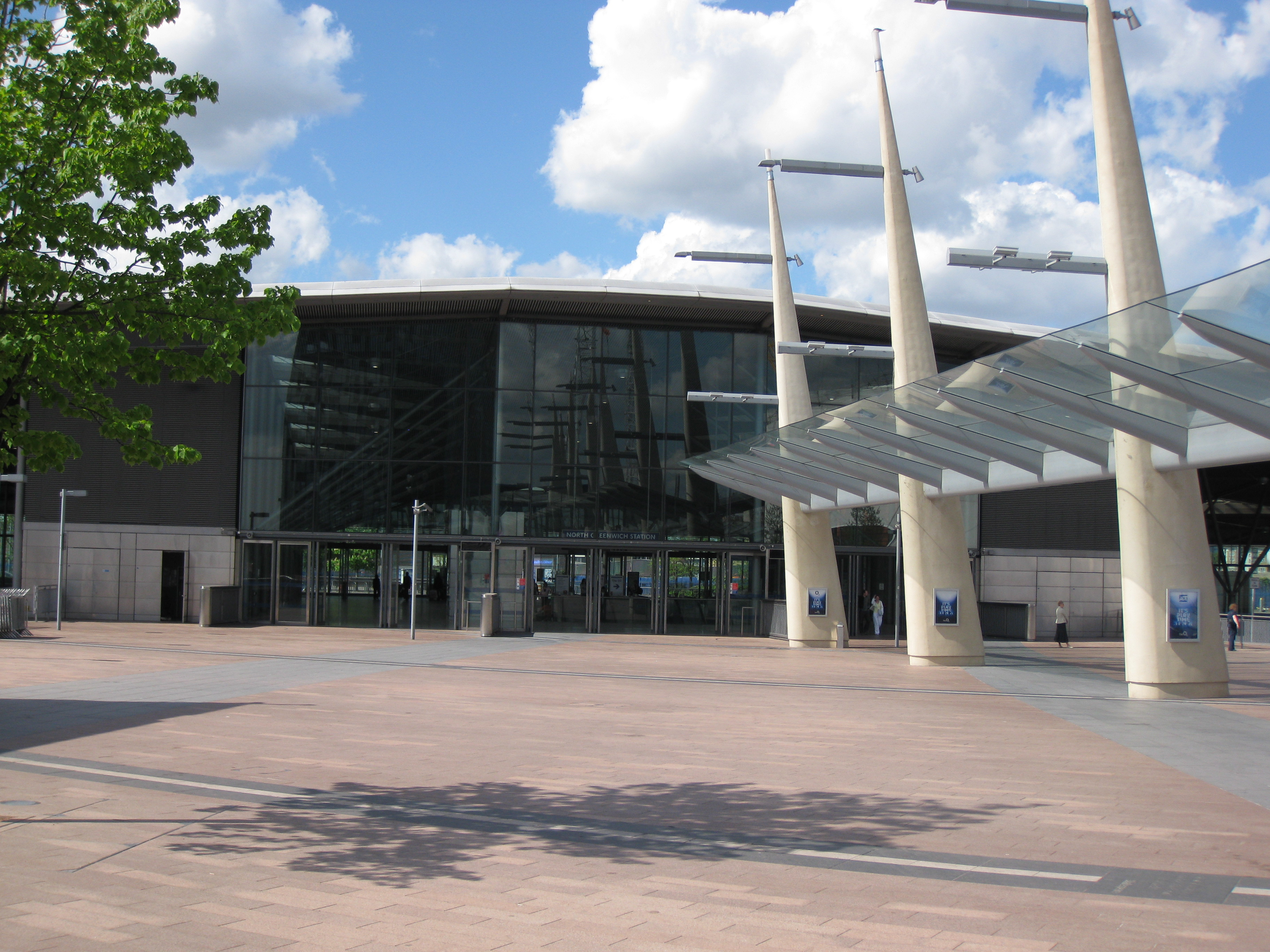
Eingang zur Station North Greenwich

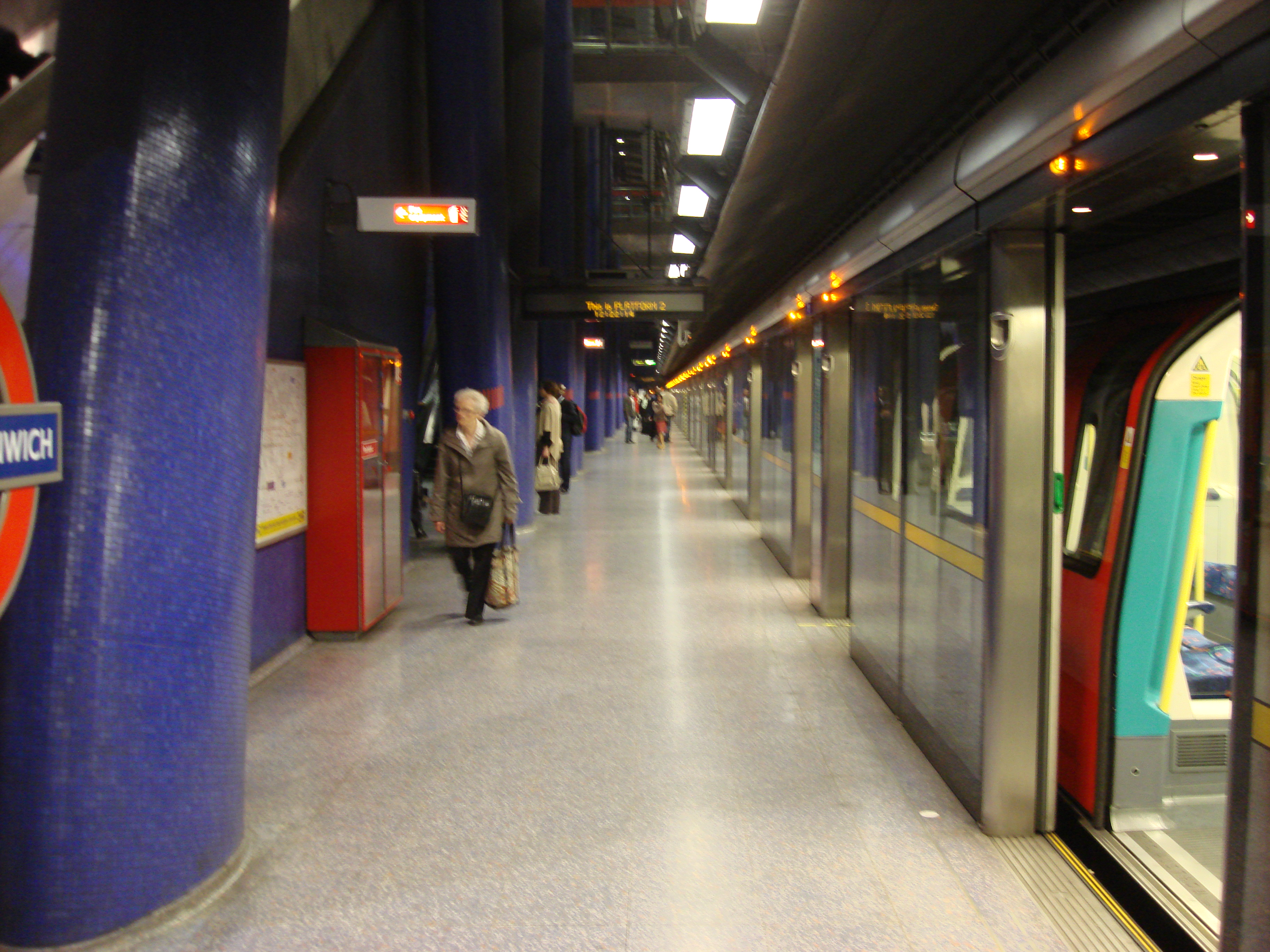
Bahnsteig

North Greenwich ist eine unterirdische Station der London Underground im Stadtbezirk Royal Borough of Greenwich. Sie liegt an der Grenze der Travelcard-Tarifzonen 2 und 3, an der Nordspitze der von der Themse umflossenen Greenwich-Halbinsel. Unmittelbar nebenan befindet sich die Veranstaltungshalle The O₂. Im Jahr 2014 nutzten 24,27 Millionen Fahrgäste diese von der Jubilee Line bediente Station.
Wie in den übrigen im Jahr 1999 eröffneten Tunnelstationen der Jubilee Line-Verlängerung sind auch die Bahnsteige in North Greenwich durch Bahnsteigtüren von den Gleisen getrennt. Zum Stationskomplex gehört auch ein Busbahnhof, von dem aus zahlreiche Buslinien in Richtung Stratford (durch den Blackwall-Tunnel) sowie nach Bexleyheath, Greenwich und Lewisham führen. In der Nähe befindet sich die Station Greenwich Peninsula der Gondelbahn London Cable Car.
Die Planer des Millennium Dome rechneten für die im Jahr 2000 stattfindende Ausstellung zur Feier des neuen Jahrtausends mit Millionen von Besuchern (eine Prognose, die sich bei weitem nicht erfüllte). Entsprechend setzte man bei der Station völlig neue Maßstäbe in Sachen Größe und Ausdehnung. Der verantwortliche Architekt war Will Alsop. Eröffnet wurde die Station am 14. Mai 1999. Für einige Monate war hier Endstation, denn der erste Abschnitt der Verlängerung der Jubilee Line verband vorerst nur North Greenwich mit dem Bahnhof Stratford. Der zweite Abschnitt in Richtung Innenstadt folgte am 17. September 1999.